# Тхамлуангнангнон
Тхамлуангнангнон (тай. ถ้ำหลวงนางนอน МФА: [tʰâm lǔaŋ nāːŋ nɔ̄ːn] — «велика печера сплячої жінки»), Тхамлуанг (тай. ถ้ำหลวง — «велика печера»), Тхамнамчам (тай. ถ้ำน้ำจำ — «печера Нам-Чам») або Тхам'яй (тай. ถ้ำใหญ่ — «велика печера») — карстова система печер у гірському хребті Дойнангнон на півночі Таїланду за 3 км від кордону з М'янмою. Розташована за 3 км на захід від траси H110, на північно-західному куті лісопарку Тхамлуанг — Кхуннамнангнон.

## Опис

### Геологія
Вхідна зала печери має довжину 80 метрів. Далі проходить частково цементована кілометрова дорога, якою водять туристів. Біля кінця цієї дороги починається група зал і обвалів. Ця частина печери погано досліджена. Через кілька сотень метрів печера звужується до брудного проходу шириною 2 м і висотою 3 м. Приблизно за 1,75 км прохід робить петлю на північ перед тим як розвернутися на північ на 180°. Незабаром прохід звужується так, що в ньому можна тільки повзти; він часто залишається затопленим і в теплий сезон. Приблизно через 600 м прохід розширюється так, що можна йти. Він закінчується високим пітчем. Всього печера проходить через 10,3 км вапнякових порід і містить безліч глибоких пазів, вузьких тунелів, обвалів та сифонів. На всій довжині в печері зустрічаються сталактити і сталагміти. Через печеру проходить постійний потік води, що затікає з західного боку, протікає каналом довжиною кілька метрів і виходить через східну стіну.
Першу експедицію в основну печеру системи провели французькі спелеологи в 1986—1987 роках. Наступну експедицію провели в 2014—2015 роках британські спелеологи Верном Унсворт, Мартін Елліс, Філом Коллетт і Робом Гарпер.

### Туризм
Печеру можна оглянути тільки з листопада по червень. Неподалік від головного входу розташовується туристичний центр з докладною картою печери, менш ніж за сотню метрів від печери є автостоянка. Перший кілометр печери доступний для відвідувань з гідами з листопада по червень. Під час сезону дощів печера затоплюється і закривається для відвідувачів.
Від 17 липня 2018 року печеру офіційно закрили для відвідин з метою виконання відновлювальних робіт після проведення рятувальної операції. 1 листопада 2019 року відвідування печери відновлено.
Місцева влада подала заявку на присвоєння печері статусу національного парку загальнодержавного значення. Надалі там передбачається розміщення музею рятувальної операції і міжнародного полігону підготовки рятувальників.

### Фауна[1]
- Belisana erawan[vi] Huber 2005
- Troglopedetes multispinosus Deharveng et Gers 1993
- Rattus andamanensis Blyth 1860
- Aquapteridospora lignicola Yang et al. 2015

## Рятувальна операція 2018 року
У 2018 році 12 підлітків у віці від 11 до 17, члени юніорської футбольної команди, і їх 25-річний тренер, були заблоковані в печері на 18 днів через повені. Їх було успішно врятовано спільною операцією таїландського уряду, армії Таїланду і групи професійних печерних дайверів з усього світу. Британські дайвери Річард Стентон і Джон Волантен знайшли їх на мулистому виступі за 4 км від входу через дев'ять днів після їх зникнення. Зусиллями глобальної операції, освітлюваної в світових змі, їх було врятовано. Всього в операції взяло участь 90 дайверів, серед них 50 іноземців. Колишній службовець військово-морського флоту, дайвер Саман Кунан, загинув у ході місії, вичерпавши запаси кисню.